# Clavularia flava
Clavularia flava är en korallart som beskrevs av May 1899. Clavularia flava ingår i släktet Clavularia och familjen Clavulariidae. Inga underarter finns listade i Catalogue of Life.